# Zanjan (shahrestan)
Zanjan (persiska: شهرستان زنجان, Shahrestan-e Zanjan), eller Zäncan (azerbajdzjanska: Zəncan şəhristanı, Zäncan şähristanı), är en delprovins (shahrestan) i Iran, i provinsen Zanjan. Administrativt centrum är staden Zanjan.
Delprovinsen hade 521 302 invånare vid folkräkningen 2016.